# Cadellia pentastylis
Cadellia es un género monotípico de plantas pertenecientes a la familia Surianaceae. Su única especie, Cadellia pentastylis, es originaria de Australia.

## Descripción
Es un pequeño árbol que alcanza un tamaño de 10 m de altura. Las hojas son oblongo-obovadas a ampliamente obovadas de 1-7 cm de largo, y 5-40 mm de ancho, pero por lo general con un largo de <4 cm y <20 mm de ancho, el ápice obtuso o emarginado, con la base cuneada, superficie glabra, brillante superior, inferior más pálida superficie venación y aburrido, prominente en ambas superficies, en seco, pecíolo 2-6 mm de largo, estípulas 1-5 mm de largo. Los sépalos de 3-5 mm de largo, que se amplía a 10 mm en el fruto. Los pétalos de 5-7 mm de largo, de color blanco. El fruto son drupas ± obovoides, de 3-5 mm de largo, 2-3 mm de diámetro., de color marrón, rodeado por los sépalos de color rojizo.

## Distribución y hábitat
Crece en matorrales, en Parque nacional Sundown y Parque nacional Tregole en Queensland. En Nueva Gales del Sur se encuentran al norte del estado en los alrededores de Tenterfield y Terry Hie Hie cerca de Moree.

## Taxonomía
Cadellia pentastylis fue descrita por F.Muell. y publicado en Fragmenta Phytographiae Australiae 2: 26, en el año 1860.
Sinonimia
- Isopteris penangiana Wall.[3]